# Mikola Grigorovič Buraček
Mikola Grigorovič Buraček (ukr. Микола Григорович Бурачек - Mykola Grygorovyč Buraček); (Letyčiv, 16. ožujak 1871. - Harkiv, 12. kolovoz 1942.); je ukrajinski slikar impresionist, pisac i pedagog. Tijekom svog života često je u impresionističkom stilu slikao prirodni krajolik ukrajinske tematike poput poznatijih djela: «Doručak na Dnjepru» (1934.), «Jabuke u sjeni» (1936.) i «Bruji i zavija Dnjepar široki» (1941.). 

## Biografija umjetnika
Mikola Buraček je započeo svoj studij u Kijevskoj visokoj školi crtanja kasnih 1890.-tih, a potom profesionalno uz pomoć Jana Stanislavskog na Harkivskoj akademiji primijenjenih umjetnosti, u razdoblju između 1905. i 1910. godine. Također je studirao dvije godine u Parizu, u likovnom studiju Henria Matissea, a svoju prvu veću izložbu je napravio 1907. godine.
Od 1917. do 1922. Buraček je podučavao likovnu umjetnost na Ukrajinskoj državnoj akademiji umjetnosti u Kijevu, i potom na Kijevskom državnom institutu za umjetnost te kijevskoj Glazbenoj i dramskoj visokoj školi «Mikola Lisenko». Potom se odselio u Harkiv gdje je 1925. postao rektor Harkivskog instituta za umjetnost. Godine 1934. Buraček se vratio u Kijev gdje je ponovno počeo podučavati na Kijevskom državnom institutu za umjetnost.
Buraček je tijekom svog života često surađivao s dramskim kazalištima gdje je predvodio likovno uređivanje pozornica. Godine 1934. surađivao je s Harkivskim dramskim kazalištem, prilikom čega je uredio pozornicu za igrokaz imena legendarne ukrajinske umjetnice Marusje Čuraj, autora Ivana Mikitenka te igrokaz «Oslobodi svoje srce», autora Marka Kropivnickog. U 1937. godini Buraček je intenzivno surađivao s Donečkim dramskim kazalištem. 

## Vanjske poveznice
- Burachek, Mykola
- Бурачек Микола Григорович (16.03.1871, м. Летичів Подільської губ., нині Хмельницької обл. — 12.08.1942, м. Харків)[neaktivna poveznica]